# Broncografia
La broncografia è un esame radiografico dei bronchi, che si compie con l'introduzione diretta nell'albero bronchiale di un mezzo di contrasto vaporizzato. Si attua spesso in collegamento con la broncoscopia o con la tracheo-broncoscopia.
La sostanza di contrasto è idrosolubile e risulta opaca ai raggi X, formando una patina che rende visibili i bronchi fino alle più sottili diramazioni.
Viene utilizzata per l'individuazione di tumori e di malattie infiammatorie di carattere distruttivo e per evidenziare eventuali malformazioni dei bronchi. Ormai la metodica è di scarso impiego.